# Anoplotettix guilanicus
Anoplotettix guilanicus är en insektsart som beskrevs av Dlabola 1981. Anoplotettix guilanicus ingår i släktet Anoplotettix och familjen dvärgstritar. Inga underarter finns listade i Catalogue of Life.